# 杏奈 (AV女優)
杏奈（あんな、1990年10月12日  - ）は、日本のAV女優。

## 略歴
- 2022年3月にAVデビューした[1]。

## 作品

### アダルトDVD

#### 2022年
- 顔がエロい、でもセックスしてる姿はもっとエロい。（3月24日、DAHLIA）
- 隠しきれない異常なまでの性欲。挿り淫れ3本番。（4月21日、DAHLIA）
- 男を女のようにイカせる。凄テク痴女の風俗フルコース（5月26日、DAHLIA）
- 私は淫乱で毎日セックスする事しか考えない性欲の強い女です。今から男を部屋に連れ込んでイキ果てるまでセックスします。密室の2人が濃厚に絡み合う。性欲剥き出しハメ撮りドキュメント！（6月23日、DAHLIA）
- 玄関開けたら即淫乱！欲求不満の隣人妻にボクは跨がり騎乗位で精子を搾られ続けた…（7月21日、DAHLIA）
- 童貞部下と出張先のホテルで相部屋。絶倫チ○ポにイキ狂わされた女上司。（8月25日、DAHLIA）
- 高嶺の花のキレイなお姉さんの理性をぶっ壊す！初めてのナマ中出し（10月21日、本中）
- 杏奈の究極筆おろし（11月11日、KANBi）

#### 2023年
- レースクイーンラバーズ（1月14日、ミル）
- 家庭内不倫 〜義兄と私の姦係〜（1月14日、KSB企画/エマニエル）